# 桐生中継局
桐生中継局（きりゅうちゅうけいきょく）は、群馬県桐生市にあるテレビ中継局。

## 概要
- 桐生中継局は、群馬県の両毛地域をカバーしている。
- 当中継局は、デジタル・アナログ共、桐生市広沢町3丁目の茶臼山に置かれている。

## 中継局

### デジタル放送
| リモコンキーID | 放送局名          | 物理チャンネル | 空中線電力 | ERP | 放送対象地域 | 放送区域内世帯数 | 備考                                                |
| 1              | NHK前橋総合テレビ | 37ch           | 3W         | 25W | 群馬県       | 6万0478世帯※     | ※印の補足…群馬県内の5万6273世帯、栃木県内の4205世帯 |
| 2              | NHK東京教育テレビ | 26ch           | 3W         | 25W | 全国         | 6万0478世帯※     | ※印の補足…群馬県内の5万6273世帯、栃木県内の4205世帯 |
| 3              | GTV群馬テレビ     | 19ch           | 3W         | 21W | 群馬県       | 6万0478世帯※     | ※印の補足…群馬県内の5万6273世帯、栃木県内の4205世帯 |
| 4              | NTV日本テレビ     | 25ch           | 3W         | 21W | 関東広域圏   | 6万0478世帯※     | ※印の補足…群馬県内の5万6273世帯、栃木県内の4205世帯 |
| 5              | EXテレビ朝日      | 24ch           | 3W         | 21W | 関東広域圏   | 6万0478世帯※     | ※印の補足…群馬県内の5万6273世帯、栃木県内の4205世帯 |
| 6              | TBSテレビ         | 23ch           | 3W         | 21W | 関東広域圏   | 6万0478世帯※     | ※印の補足…群馬県内の5万6273世帯、栃木県内の4205世帯 |
| 7              | TXテレビ東京      | 22ch           | 3W         | 21W | 関東広域圏   | 6万0478世帯※     | ※印の補足…群馬県内の5万6273世帯、栃木県内の4205世帯 |
| 8              | CXフジテレビ      | 21ch           | 3W         | 21W | 関東広域圏   | 6万0478世帯※     | ※印の補足…群馬県内の5万6273世帯、栃木県内の4205世帯 |

#### 歴史
- 2008年11月21日に予備免許交付、12月12日に本免許交付で同日から本放送開始。

#### 放送エリア
- 桐生市、太田市、伊勢崎市、みどり市、栃木県足利市 の一部

### アナログ放送
| 放送局名          | チャンネル | 空中線電力        | ERP               | 放送対象地域 | 放送区域内世帯数 |
| CXフジテレビ      | 35ch       | 映像30W /音声7.5W | 映像230W /音声58W | 関東広域圏   | 約6万世帯        |
| GTV群馬テレビ     | 41ch       | 映像30W /音声7.5W | 映像230W /音声58W | 群馬県       | 約6万世帯        |
| NHK東京総合テレビ | 51ch 43ch  | 映像30W /音声7.5W | 映像210W /音声52W | 関東広域圏   | 約6万世帯        |
| NTV日本テレビ     | 53ch 39ch  | 映像30W /音声7.5W | 映像230W /音声58W | 関東広域圏   | 約6万世帯        |
| TBSテレビ         | 55ch 37ch  | 映像30W /音声7.5W | 映像230W /音声58W | 関東広域圏   | 約6万世帯        |
| NHK東京教育テレビ | 57ch 45ch  | 映像30W /音声7.5W | 映像210W /音声52W | 全国         | 約6万世帯        |
| EXテレビ朝日      | 59ch 33ch  | 映像30W /音声7.5W | 映像230W /音声58W | 関東広域圏   | 約6万世帯        |
| TXテレビ東京      | 61ch 31ch  | 映像30W /音声7.5W | 映像230W /音声58W | 関東広域圏   | 約6万世帯        |

- 赤数字chは、2005年10月1日から2006年4月20日の期間内に実施されたアナアナ変換前のチャンネル。

#### 歴史
- 1970年5月28日 - NHK（総合・教育）が開局[1]。
- 1973年8月3日 - 民放6社（日本テレビ・TBSテレビ[注 1]・フジテレビ・テレビ朝日[注 2]・テレビ東京[注 3]・群馬テレビ）が開局[2]。
- 2011年7月24日 - この日の停波をもって廃局となった。

## 置局住所
- 桐生市広沢町3丁目（茶臼山）